# 娜塔莉·克利福德·巴尼
娜塔莉·克利福德·巴尼（英語：Natalie Clifford Barney，1876年10月31日—1972年2月2日）是一位美国剧作家，诗人和小说家。是住在巴黎的侨民。
巴尼的沙龙在她巴黎左岸的家里举行了超过60年时间，汇聚了来自世界各地的作家和艺术家，其中包括许多法国文学伴随美国和英国现代主义的“迷惘的一代”的领军人物。她致力于促进女性写作，并在全是男性的法兰西学术院中创办了“女子学院”。同时也获得从男性作家Remy de Gourmont到杜鲁门·卡波特的支持和鼓舞。
她是公开的女同性恋而且早在1900年就开始出版写给女性的爱情诗并署名，在她的作品中她支持女性主义与和平主义，反对一夫一妻制，她与别人有许多重叠的长期和短期的恋人关系，包括与诗人Renée Vivien和舞者Armen Ohanian的恋情。还有和画家Romaine Brooks保持长达五十年的伴侣关系。她的生活和恋爱为许多小说提供了灵感，其中包括《寂寞之井》，它可以说是20世纪最有名的女同性恋小说。

## 作品

### 法语作品
- Quelques Portraits-Sonnets de Femmes (1900)
- Cinq Petits Dialogues Grecs (1901)
- Actes et entr'actes (1910)
- Je me souviens (1910)
- Eparpillements (1910)
- Pensées d'une Amazone (1920)
- Aventures de l'Esprit (1929)
- Nouvelles Pensées de l'Amazone (1939)
- Souvenirs Indiscrets (1960)
- Traits et Portraits (1963)

### 英语作品
- Poems & Poèmes: Autres Alliances (1920) – 双语诗集
- The One Who Is Legion (1930，1987)

### 英语翻译
- A Perilous Advantage: The Best of Natalie Clifford Barney (1992)
- Adventures of the Mind (1992)

## 备注
1. ↑  Schenkar, 161–181.
2. ↑  Secrest, 275.
3. ↑  Barney's roles in Sapphic Idyll and The Well of Loneliness are discussed in Rodriguez, 94–95 and 273–275; regarding the fame of The Well, see Lockard.